# ガニソン郡 (コロラド州)
ガニソン郡（英: Gunnison County）は、アメリカ合衆国コロラド州の中央部西に位置する郡である。2010年国勢調査での人口は15,324人であり、2000年の13,956人から9.8％増加した。面積ではコロラド州の郡で第5位である。郡庁所在地はガニソン市（人口5,854人）であり、同郡で人口最大かつ唯一の都市でもある。郡名はアメリカ陸軍の士官であり、1853年に大陸横断鉄道建設のための測量を行った陸軍工兵技師隊の隊長だったジョン・W・ガニソンに因んで名付けられた。

## 地理
アメリカ合衆国国勢調査局に拠れば、郡域全面積は3,259.75平方マイル (8,442.7 km2)であり、このうち陸地は3,238.81平方マイル (8,388.5 km2)、水域は20.93平方マイル (54.2 km2)で水域率は0.64％である。

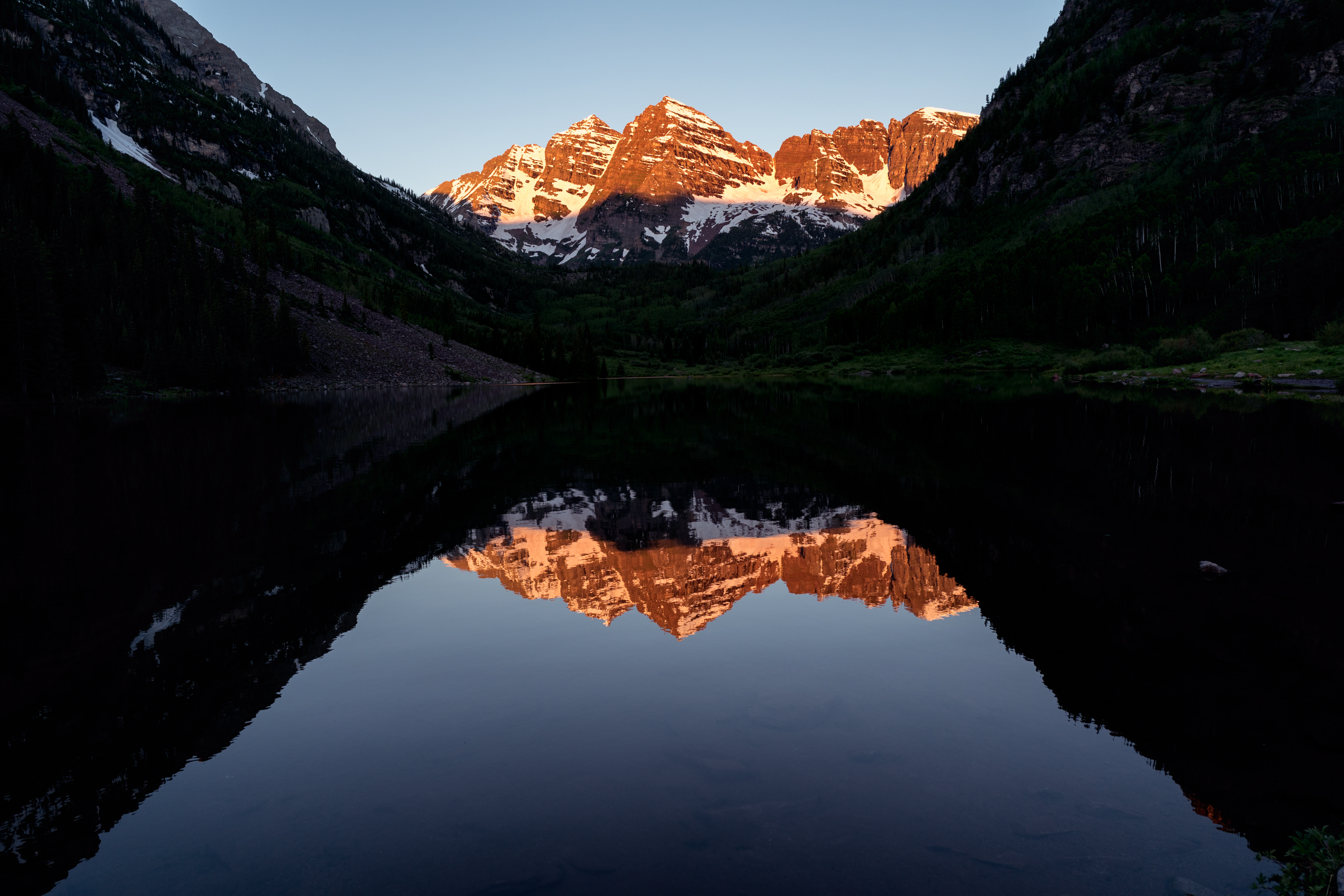
マルーンベルズ

### 隣接する郡

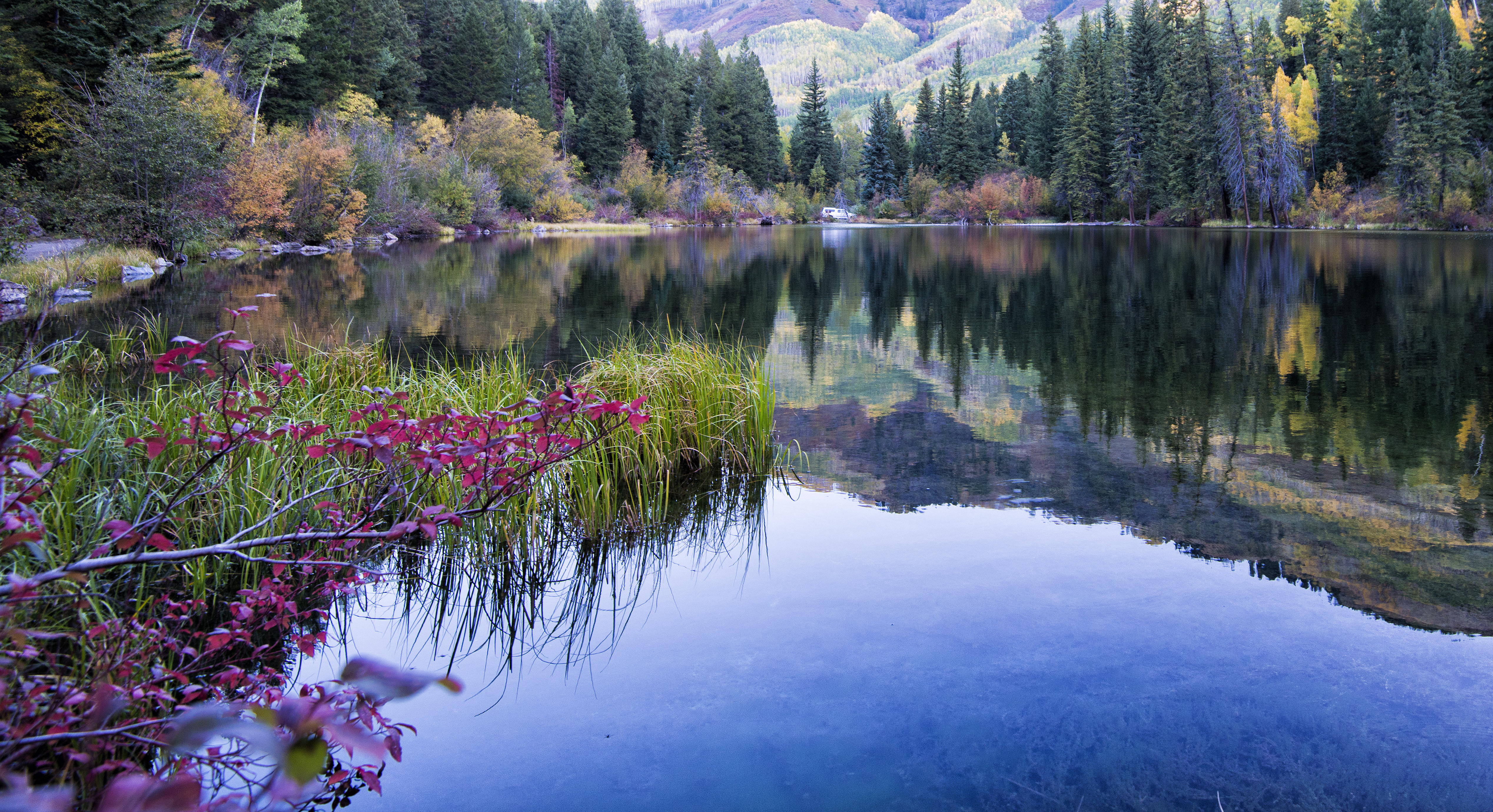
リザード湖

- ピトキン郡 — 北
- チャフィー郡 — 東
- サワチ郡 — 南東
- ヒンズデール郡 — 南
- ユアレイ郡 — 南西
- デルタ郡 — 西
- モントローズ郡 — 西
- メサ郡 — 北西

## 人口動態

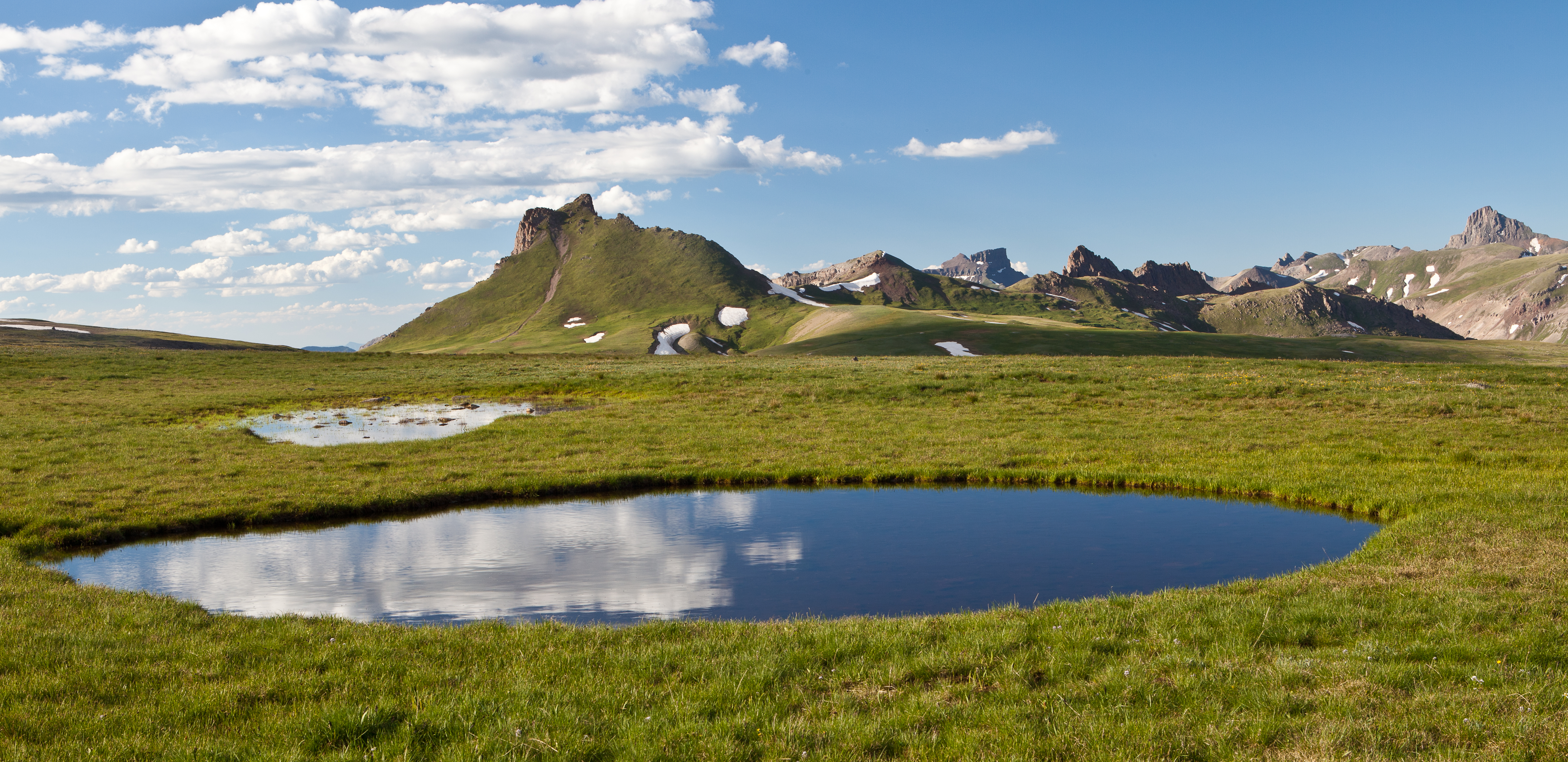
アンコンパーグレ原生地

以下は2000年国勢調査による人口統計データである。
| 基礎データ - 人口: 13,956人 - 世帯数: 5,649 世帯 - 家族数: 2,965 家族 - 人口密度: 2人/km2（4人/mi2） - 住居数: 9,135軒 - 住居密度: 1軒/km2（3軒/mi2） 人種別人口構成 - 白人: 95.08% - アフリカン・アメリカン: 0.49% - ネイティブ・アメリカン: 0.70% - アジア人: 0.54% - 太平洋諸島系: 0.04% - その他の人種: 1.44% - 混血: 1.72% - ヒスパニック・ラテン系: 5.02% 年齢別人口構成 - 18歳未満: 17.9% - 18-24歳: 21.1% - 25-44歳: 32.9% - 45-64歳: 21.2% - 65歳以上: 6.9% - 年齢の中央値: 30歳 - 性比（女性100人あたり男性の人口） - 総人口: 118.3 - 18歳以上: 120.9 | 世帯と家族（対世帯数） - 18歳未満の子供がいる: 24.1% - 結婚・同居している夫婦: 44.2% - 未婚・離婚・死別女性が世帯主: 5.4% - 非家族世帯: 47.5% - 単身世帯: 27.2% - 65歳以上の老人1人暮らし: 4.6% - 平均構成人数 - 世帯: 2.30人 - 家族: 2.84人 収入と家計 - 収入の中央値 - 世帯: 36,916米ドル - 家族: 51,950米ドル - 性別 - 男性: 30,885米ドル - 女性: 25,000米ドル - 人口1人あたり収入: 21,407米ドル - 貧困線以下 - 対人口: 15.0% - 対家族数: 6.0% - 18歳未満: 9.4% - 65歳以上: 7.2% |

## 都市と町

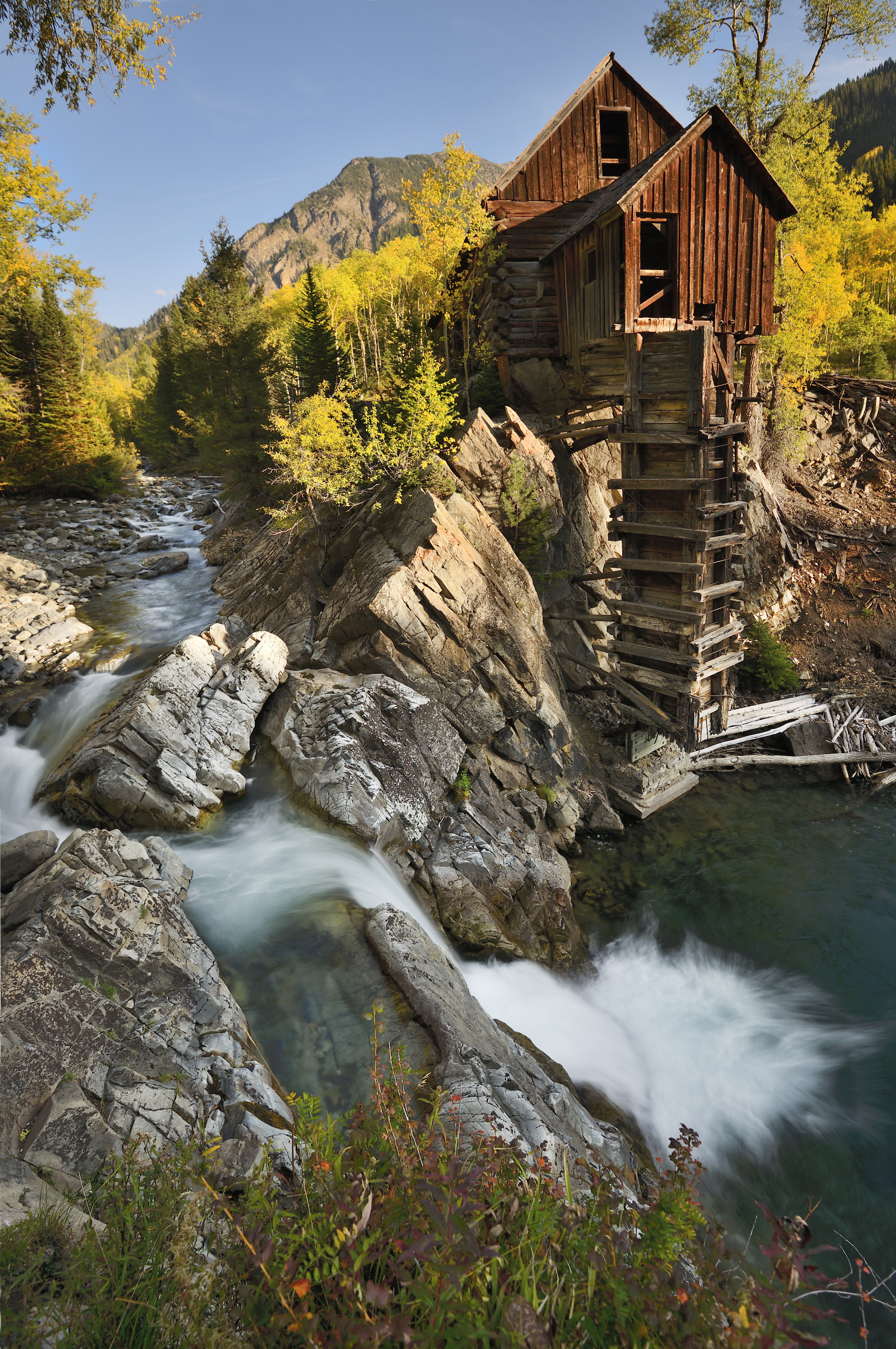
クリスタル小屋

| - ガニソン - 郡庁所在地 - クレステッドビュート - マウントクレステッドビュート - マーブル - ピトキン - アルモント - クリスタル | - オハイオシティ - パーリン - ピッツバーグ - パウダーホーン - サピネロ - サマセット - ティンカップ |

| - パオニア州立公園 - クレカンティ国立レクリエーション地域 - ガニソン国立の森 - ホワイト川国立の森 - カレッジエイトピークス原生地 - フォッシルリッジ原生地 - マルーンベルズ・スノウマス原生地 - パウダーホーン原生地 - ラゲッズ原生地 - アンコンパーグレ原生地 - ウェストエルク原生地 | - アメリカン・ディスカバリー・トレイル - コロラド・トレイル - 大陸分水界国立景観トレイル - オールド・スパニッシュ・トレイル国立歴史道 - グレートパークス自転車道 - ウェスタン・エキスプレス自転車道 - ウェストエルクループ景観側道 - シルバースレッド景観側道 |

## 大衆文化の中で
2007年のSFホラー映画AVP2 エイリアンズVS.プレデターはガニソン市周辺で撮影された。